# Anna Schell
Anna Carmen Schell (* 3. August 1993 in Aschaffenburg, Bayern) ist eine ehemalige deutsche Ringerin. Sie wurde 2022 Europameisterin in der Gewichtsklasse bis 72 kg Körpergewicht.

## Werdegang
Anna Schell begann im Alter von sechs Jahren mit dem Ringen, als sie ihr älterer Bruder mit zum Ringer-Training nahm und sie am Ringen Gefallen fand. Ihr erster Verein war der KSV "Bavaria" Waldaschaff. Inzwischen ist sie 1,75 Meter groß, wiegt um die 75 kg und startet deshalb in den höchsten Gewichtsklassen im Frauenringen. Trainiert wurde sie bisher von Peter Weißenberger, Jens Gündling und Patrick Loës. Sie ist Polizeimeisterin, gehört der Sport-Fördergruppe der Bayerischen Bereitschaftspolizei an und trainiert am Bundesstützpunkt in Nürnberg. Seit Februar 2019 lebt sie im Raum München und ist nun Mitglied des SC Isaria Unterföhring.
Sie war bereits im Juniorenbereich erfolgreich und wurde 2009 und 2010 jeweils deutsche A-Jugend-Meisterin. Im August 2010 wurde sie in der Junioren-Altersgrupe "Cadets" in Sarajewo Vize-Europameisterin in der Gewichtsklasse bis 65 kg. Vize-Europameisterin wurde sie auch in der Altersgruppe "U 23" in den Jahren 2015 und 2016.
Bei den Frauen wurde sie 2012 und 2014 jeweils deutsche Vize-Meisterin in den Gewichtsklassen bis 72 kg bzw. bis 69 kg. 2014 unterlag sie dabei im Finale Aline Focken, die im gleichen Jahr Weltmeisterin wurde. Erstmals deutsche Meisterin wurde Anna Schell 2016 in der Gewichtsklasse bis 75 kg vor Francy Rädelt aus Frankfurt (Oder). 2017 kam sie bei der deutschen Meisterschaft in der Gewichtsklasse bis 75 kg hinter Aline Focken und Maria Selmaier vom KSC "Motor" Jena auf den 3. Platz. Nach dieser Meisterschaft erlitt sie einen Kreuzbandriss und konnte fast ein Jahr lang keine Wettkämpfe bestreiten. Nach ihrer Genesung wurde sie dann 2018 in der Gewichtsklasse bis 68 kg wieder deutsche Meisterin und bezwang dabei im Finale Maria Selmaier.
Auf der internationalen Ringermatte gelangen ihr in den Jahren 2015 bis 2018 bei vielen internationalen Turnieren gute Platzierungen. 2016 startete sie in Ulan-Bataar bei der Qualifikation für die Olympischen Spiele in der Gewichtsklasse bis 75 kg. Sie kam dabei zu einem Sieg über Daria Osocka, Polen, verlor dann gegen Zsanett Németh aus Ungarn und siegte über Chang Hui-Tse aus Taiwan und belegte den 3. Platz, der aber für die Teilnahme an den Olympischen Spielen nicht ausreichte.
Im Oktober 2018 startete sie in Budapest erstmals bei einer Weltmeisterschaft der Frauen in der Gewichtsklasse bis 68 kg. Sie verlor dort aber gleich in der ersten Runde gegen Blessing Oborududu aus Nigeria und schied aus, das diese das Finale nicht erreichte. Sie belegte damit einen enttäuschenden 19. Platz.
Bei der Europameisterschaft der Frauen im April 2019 in Bukarest trat Anna Schell in der Gewichtsklasse bis 72 kg an. Zunächst wurde sie Poolsiegerin vor Alexandra Anghel aus Rumänien und Anastasia Zimiankowa aus Belarus, dann besiegte sie im Halbfinale Tatjana Kolesnikowa Morosowa aus Russland, unterlag aber im Finale gegen die routinierte Ex-Weltmeisterin Alina Stadnyk-Machynja aus der Ukraine. Bei der Weltmeisterschaft 2019 in Nur-Sultan (Kasachstan) startete Anna Schell in der Gewichtsklasse bis 68 kg. Sie zeigte dort hervorragende Kämpfe und siegte über Maria Mamaschuk, Belarus, Irina Netreba, Aserbaidschan und Agnieszka Wieszczek-Kordus, Polen. Im Halbfinale unterlag sie gegen Tamyra Mensah-Stock aus den Vereinigten Staaten. Im Kampf um die Bronzemedaille besiegte sie dann Sara Dosho, die japanische Olympiasiegerin von 2016, nach Punkten.

## Internationale Erfolge
| Jahr | Platz | Wettbewerb                                             | Gewichtsklasse | Ergebnisse |
| ---- | ----- | ------------------------------------------------------ | -------------- | --- |
| 2009 | 13.   | Junioren-EM (Cadets) in Zrenjanin                      | bis 65 kg      | Siegerin: Julia Alborowa, Russland |
| 2010 | 2.    | Junioren-EM (Cadets) in Sarajewo                       | bis 65 kg      | hinter Angela Fomenko, Russland |
| 2012 | 3.    | Großer Preis von Deutschland in Dormagen               | bis 72 kg      | hinter Wasilisa Marsaliuk, Belarus und Veronica Keefe, Kanada, gemeinsam mit Maria Selmaier, Deutschland |
| 2012 | 11.   | Junioren-EM (Juniors) in Zagreb                        | bis 72 kg      | Siegerin: Mae Epp, Estland vor Cynthia Vanessa Vescan, Frankreich |
| 2013 | 9.    | Klippan-Lady-Open                                      | bis 67 kg      | Siegerin: Swetlana Babuschkina, Russland vor Julia Salata, USA |
| 2014 | 11.   | Großer Preis von Deutschland in Dormagen               | bis 69 kg      | Siegerin: Aline Focken, Deutschland vor Cynthia Vanessa Vescan |
| 2015 | 2.    | Flatz-Open in Wolfurt/Österreich                       | bis 69 kg      | hinter Moa Nygren, Schweden |
| 2015 | 2.    | U 23-EM in Wałbrzych                                   | bis 69 kg      | nach Siegen über Danuta Domikaityte, Litauen, Alla Belinskaya, Ukraine und Tatjana Kolesnikowa Morosowa, Russland und einer Niederlage gegen Fanny Gradin, Schweden                                             |
| 2015 | 3.    | Großer Preis von Deutschland in Dormagen               | bis 69 kg      | hinter Natalja Witaljewna Worobjowa, Russland und Martina Kuenz, Österreich |
| 2015 | 13.   | Großer Preis von Spanien in Madrid                     | bis 69 kg      | Siegerin: Zhou Feng, China vor Tamira Mensah-Stock, USA |
| 2015 | 5.    | Poland-Open in Warschau                                | bis 69 kg      | Siegerin: Nasanburmaa Ochirbat, Mongolei vor Agnieszka Wieszczek-Kordus, Polen |
| 2016 | 3.    | Klippan-Lady-Open                                      | bis 75 kg      | hinter Jekaterina Bukina, Russland und Randi Miller, USA |
| 2016 | 2.    | U 23-EM in Russe                                       | bis 75 kg      | nach Siegen über Aikaterini Pitsiava, Griechenland, Natalja Lanko, Belarus und Anastasia Schustowa, Ukraine und einer Niederlage gegen Zsanett Németh, Ungarn                                                   |
| 2016 | 3.    | Olympia-Qualif.-Turnier in Ulan-Bataar                 | bis 75 kg      | nach einem Sieg über Daria Osocka, Polen, einer Niederlage gegen Zsanett Németh und einem Sieg über Chang Hui-Tse, Taiwan                                                                                       |
| 2017 | 8.    | Intern. Turnier in Kiew                                | bis 75 kg      | Siegerin: Erica Wiebe, Kanada von Zsanett Németh |
| 2017 | 3.    | "Dan-Kolow" & "Nikola-Petrow"-Turnier in Russe         | bis 75 kg      | hinter Yasemin Adar, Türkei und Maria Selmaier, Deutschland |
| 2017 | 5.    | EM in Novi Sad                                         | bis 75 kg      | nach Niederlagen gegen Zsanett Németh und Swetlana Sajenko, Moldawien |
| 2017 | 9.    | Großer Preis von Deutschland in Dormagen               | bis 75 kg      | Siegerin: Justina di Stasio, Kanada vor Aline Focken |
| 2018 | 3.    | "Yasar-Dogu"-Memorial in Istanbul                      | bis 75 kg      | hinter Alla Belinskaya, Ukraine und Danuta Domikaityte, Litauen |
| 2018 | 1.    | "Ion-Corneanu" & "Ladislau-Simon"-Memorial in Bukarest | bis 68 kg      | vor Viktoria Iwanowa Bobewa, Bulgarien und Natalja Strzalka, Polen |
| 2018 | 19.   | WM in Budapest                                         | bis 68 kg      | nach einer Niederlage gegen Blessing Oborududu, Nigeria |
| 2019 | 3.    | Großer Preis von Deutschland in Dormagen               | bis 68 kg      | hinter Olivia Dibacco und Danielle Lappage, beide Kanada |
| 2019 | 5.    | "Dan-Kolow" & "Nikola-Petrow"-Memorial in Russe        | bis 72 kg      | hinter Buse Tosun, Türkei, Alina Stadnyk-Machynja, Ukraine, Yan Chuchu, China und Maria Selmaier |
| 2019 | 2.    | EM in Bukarest                                         | bis 72 kg      | nach einem Sieg über Alexandra Anghel, Rumänien, einer Niederlage gegen Anastasia Zimiankowa, Belarus, einem Sieg über Tatjana Kolesnikowa Morosowa, Russland und einer Niederlage gegen Alina Stadnyk-Machynja |
| 2019 | 3.    | "Yasar-Dogu"-Memorial in Istanbul                      | bis 68 kg      | nach Siegen über Maria Selmaier, Deutschland und Kezban Akcin, Türkei, einer Niederlage gegen Maria Mamaschuk, Belarus und einem Sieg über Rihem Ayari, Türkei                                                  |
| 2019 | 2.    | Poland-Open in Warschau                                | bis 72 kg      | nach Siegen über Iman Kazam, USA und Ksenia Burakowa, Russland und einer Niederlage gegen Koumba Larroque, Frankreich                                                                                           |
| 2019 | 3.    | WM in Nur-Sultan                                       | bis 68 kg      | nach Siegen über Maria Mamaschuk, Irina Netreba und Agnieszka Wieszczek-Kordus, Polen, einer Niederlage gegen Tamyra Mensah-Stock, USA und einem Sieg über Sara Dosho, Japan                                    |
| 2021 | 3.    | WM in Oslo                                             | bis 72 kg      | nach Siegen über Zsuzsanna Molnár, Slowakei, und Alla Belinska, Ukraine, einer Niederlage gegen Masako Furuichi, Japan, und einem Sieg über Dawaanasan Ench-Amar, Mongolei                                      |

## Deutsche Meisterschaften
| Jahr | Platz | Gewichtsklasse | Ergebnisse |
| ---- | ----- | -------------- | --- |
| 2012 | 2.    | bis 72 kg      | hinter Raphaela Kopetschek, KSV Winzeln, vor Lisa Hug, KSV Konkordia Neuss                                                                          |
| 2014 | 2.    | bis 69 kg      | hinter Aline Focken, KSV Germania Krefeld, vor Lisa Hug                                                                                             |
| 2015 | 3.    | bis 69 kg      | hinter Aline Focken und Nicole Amann, SC Anger |
| 2016 | 1.    | bis 75 kg      | vor Francy Rädelt, RSV Frankfurt (Oder) und Steffi Blohm, Demminger RV                                                                              |
| 2017 | 3.    | bis 75 kg      | hinter Aline Focken und Maria Selmaier, KSC Motor Jena                                                                                              |
| 2018 | 1.    | bis 68 kg      | vor Maria Selmaier und Eveline Neumann, RC Cottbus                                                                                                  |
| 2019 | 1.    | bis 68 kg      | nach Siegen über Rabea Selzer, KV Riegelsberg, Nadinge Weinauge, KSK Furtwangen, Johanna Meier, KKG Weitenau-Wieslet und Maria Selmaier, KSC Apolda |
| 2022 | 1.    | bis 72 kg      | nach Siegen über Anja Telkemeier, AV Alzenau, Lara Flachs, 1. Luckenwalder SC und Lilly Schneider, RV Talheim                                       |

Erläuterungen
- alle Wettkämpfe im freien Stil
- WM = Weltmeisterschaft, EM = Europameisterschaft